# Floor Filler
Floor Filler var ett svenskt dans- och underhållningsprogram som gick på TV 3 med chefspedagogen Lotta Furebäck, där deltagarna tävlade i par. 2005 vann 16-åriga Michélle Broman-Ek från Västerås. I Floor Filler 2006 vann 24-åriga Karoliina Lahdenperä från Vasa i Finland. Alla finalister från 2006 var med i en dansuppsättning på Oscarsteatern. Även två jokrar plockades ut att vara med på Oscars. Det blev Hugo Hagström och Madeleine Möller som TJ Rizzo (regissör) tyckte var värda att vara med.

## Deltagare 2005
- Jason Lewis - breakdance,
- Maria Hydén - jazzdans,
- Juan Manzano - latin,
- Adena Asovic - salsa,
- Ivan Valencia - jazz,
- Michélle Broman-Ek - disco,
- Edin "Edo" Jusuframic - streetdance,
- Hanna Zetterman - lindyhop (hoppade av innan första programmet),
- Sergio "Junior" Benvindo - disco,
- Carola Gillheim - street,
- Sakarias Larsson - stepp,
- Margareta Karin Jansson - fridans,
- Mario P Amigo - street,
- Rebecca Maria Angelika Engman - latin,
- Daniel Scarrillo - improvisation,
- Marielle Aranda - house,
- Peter Armando Wallentin - modern,
- Nathalie Rosenberg - jazz,
- Willson Phiri - afrikansk,
- Annika Sivertsson - streetdance,
- Mazen Gabro Mourad - pas de deux,
- Maria Nilsson - balett,
- Akira Nossborn - locking,
- Suzanna Asovic - modern
- Alexandra Telluselle - hula

## Deltagare 2006
Källa: 
- Calle Stenbäck,
- Hannes Lundin,
- Karoliina Lahdenperä,
- Linda Fagerlund,
- Sina Samadi (Sean Banan),
- Thomas Rodin,
- Ida Lundqvist,
- Sofie Becker,
- Madeleine Möller,
- Tobias Bader,
- Ilan Dromi,
- Sara Zancotti,
- Hugo Hagström,
- Lina Beckman,
- Jack Yang,
- Jonas Göthberg,
- Moa Egonson,
- Ida Warg
- Santos Salvador,
- Kinderik Thompson,
- Michaela Tressfeldt,
- Fredrik Hammarström,
- Nanny Kim Ngo,
- Isabelle Stolt,
- Martin Juréhn,
- Afrem Gergeo (Joker)